# 마르틴 크누센
마르틴 한스 크리스티안 크누센(덴마크어: Martin Hans Christian Knudsen, 1871년 2월 15일 ~ 1949년 5월 27일)은 덴마크의 물리학자이자 해양학자이다.
저압상태의 기체 성질에 관해 연구하다 분자확산의 법칙에 이르렀다. 지금도 그의 이름을 딴 크누센 유체압력계가 사용되고 있다. 또한 동료와 함께 '염분비일정의 법칙'을 밝혀냈다. 이는 바닷물 속에 녹아 있는 염분의 전체 양은 바닷물에 따라 다를 수 있지만, 염분의 상대적인 비율은 언제나 일정하다는 법칙이다. 또한 염분의 기준으로 염소의 양을 측정하여 전체 염분을 간단히 측정할 수 있는 실험 기법과 실험식 등을 발표했다. 그 밖에 현대 해양학에서 중요한 지표가 되는 표준해수를 작성하고 해양상용표를 만들었다.

## 같이 보기
- 크누센 수